# Fokker Dr.I
De Fokker Dr.I Dreidecker (driedekker) was een jachtvliegtuig uit de Eerste Wereldoorlog, gebouwd door Fokker. Het ontwerp kwam van Reinhold Platz. De Dr.I is vooral beroemd geworden als het toestel van de Rode Baron, Manfred von Richthofen.
In april 1917 werd door de RNAS de Sopwith Driedekker in gebruik genomen. Dit toestel bleek superieur tegenover de jachtvliegtuigen van Albatros en Halberstadt die op dat moment in dienst waren van de Duitse luchtmacht. Enkele vliegtuigfabrikanten waagden zich tot een driedekkerontwerp, waarvan alleen de Pfalz Dr. I tot bescheiden productie werd gebracht.
Fokker beantwoordde de vraag met de V.3, waarbij vooral de besturing erg zwaar bleek te zijn. Hierna probeerde Fokker een aangepast ontwerp, de V.4. Dit toestel bleek erg wendbaar en vooral beter dan de voorgestelde driedekkers van de andere fabrikanten. De rolroeren bleken licht in de bediening, maar waren niet erg effectief. Het richtingsroer en hoogteroer waren licht in de bediening én bleken goed te functioneren. Het toestel bleek uiteindelijk erg scherp te kunnen draaien (vooral naar rechts vanwege het gyroscopisch effect) en snel te klimmen. Het nadeel was dat duikvluchten traag gingen en ook de zweefeigenschappen waren matig. Na testen werd onmiddellijk gestart met de productie en de eerste toestellen werden in oktober 1917 opgeleverd als Dr.I.
De driedekker bleek ook behoorlijke nadelen te hebben. Hij was opmerkelijk veel trager dan de geallieerde jagers in kruisvlucht en tijdens duikvluchten. Het was zelfs trager dan de Albatros- en Pfalz-verkenners die het moest vervangen. De lage-compressie Oberursel-rotatiemotor verloor veel vermogen op grote hoogte. Verder was het toestel moeilijk te landen waardoor veel piloten gewond raakten bij een mislukte landing. Manfred von Richthofen zou ooit gezegd hebben na een proefvlucht met de Dr.1: "Dit vliegtuig gaat veel piloten het leven kosten, en waarschijnlijk ook mij." Inderdaad is Manfred von Richthofen in een Dr.I om het leven gekomen maar waarschijnlijk is hij vanaf de grond neergeschoten.
Door meer structurele tekortkomingen was er geen vooruitzicht op grootschalige orders, zodat de productie volledig werd beëindigd in mei 1918. Er zijn er uiteindelijk slechts 320 gemaakt. De Fokker D.VII werd in gebruik genomen, waardoor de overgebleven driedekkers werden teruggetrokken van het front en gebruikt als les- en verdedigingstoestel.
Een van Manfred von Richthofens driedekkers, de 152/17, werd het pronkstuk van het nieuwe Duitse luchtvaartmuseum in Berlijn. Tijdens de Tweede Wereldoorlog werd dit exemplaar geëvacueerd naar Polen, maar is vermoedelijk tegen het eind van de oorlog verwoest. Er is geen enkel origineel exemplaar van de driedekker bekend.

## Uitvoeringen
- V3 - Eerste prototype
- V4 - Eerste productie prototype
- V5 - Uitgerust met een Goebel Goe.III motor
- V6 - Grotere versie, met een Mercedes D.II motor
- V7 - Uitgerust met een Siemens-Halske Sh.III motor
- V8 - Vijfdekker (drie vleugels bij de neus, dubbeldekker achter de cockpit). Modificatie van de V6.
- V9 - Dubbeldekker versie met een Oberursel U.0 motor
- V10 - Uitgerust met een Oberursel Ur.III motor

## Meer afbeeldingen

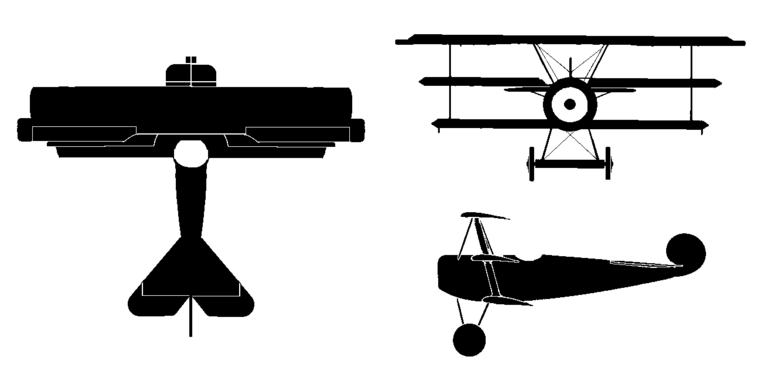
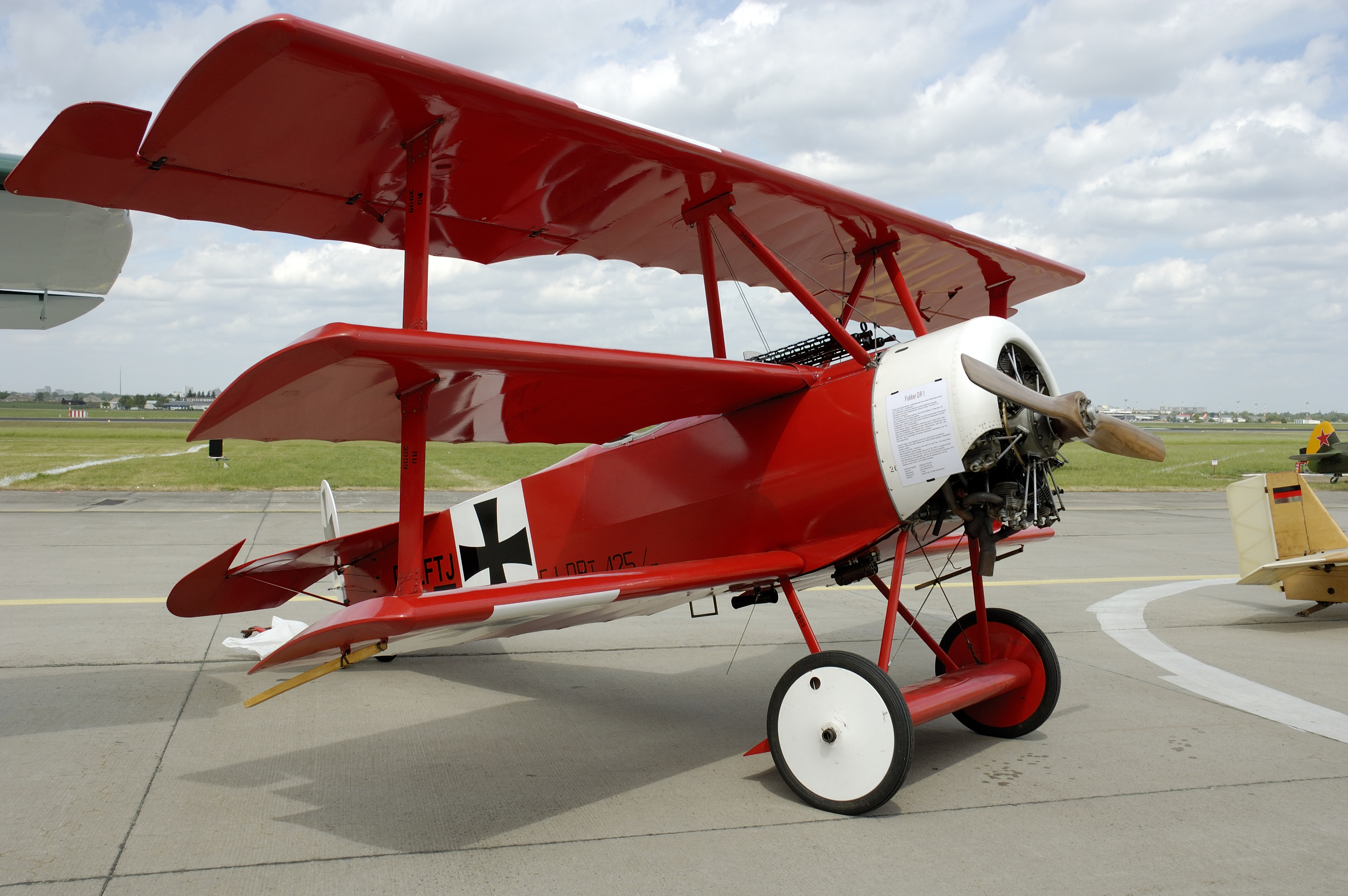
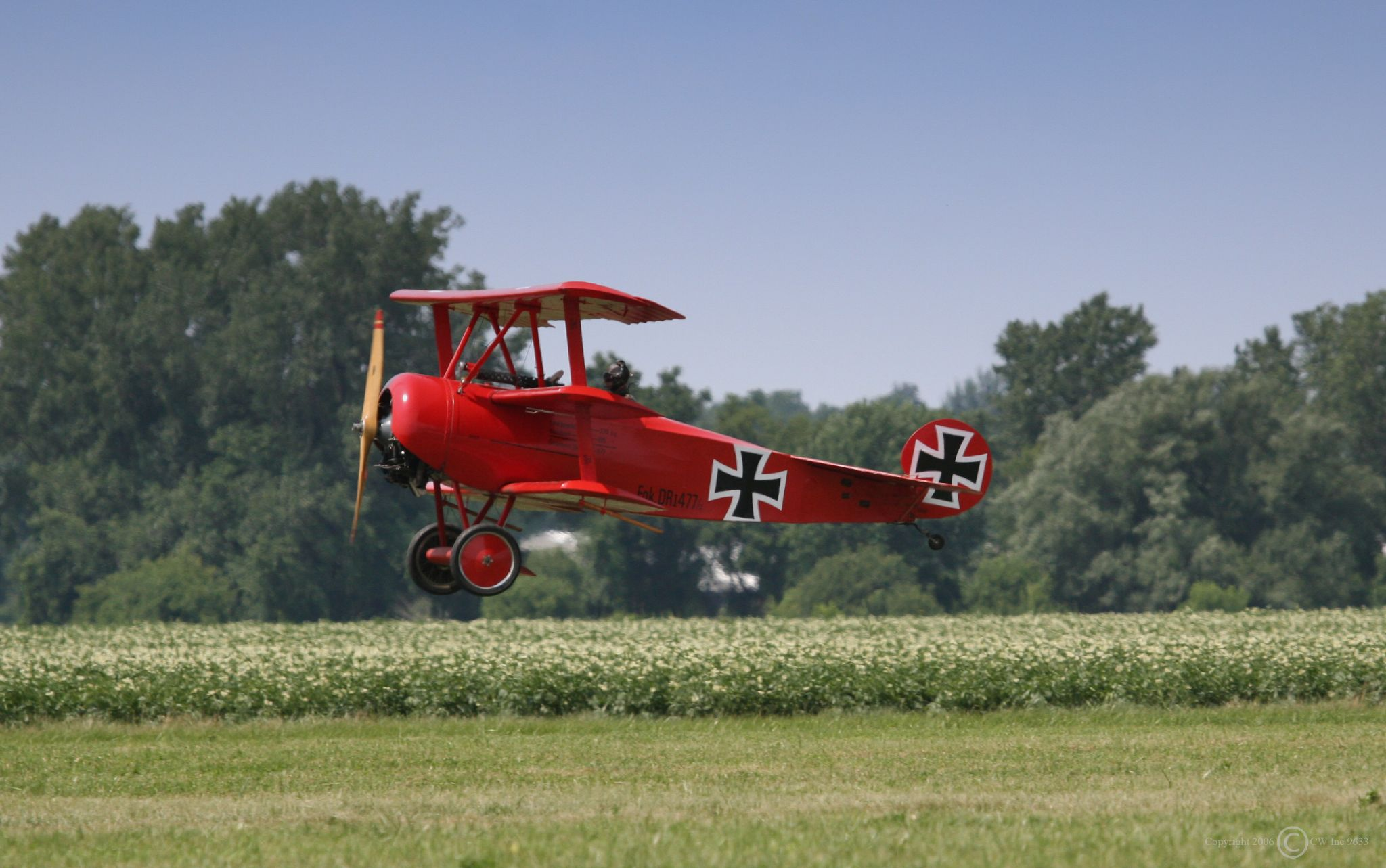
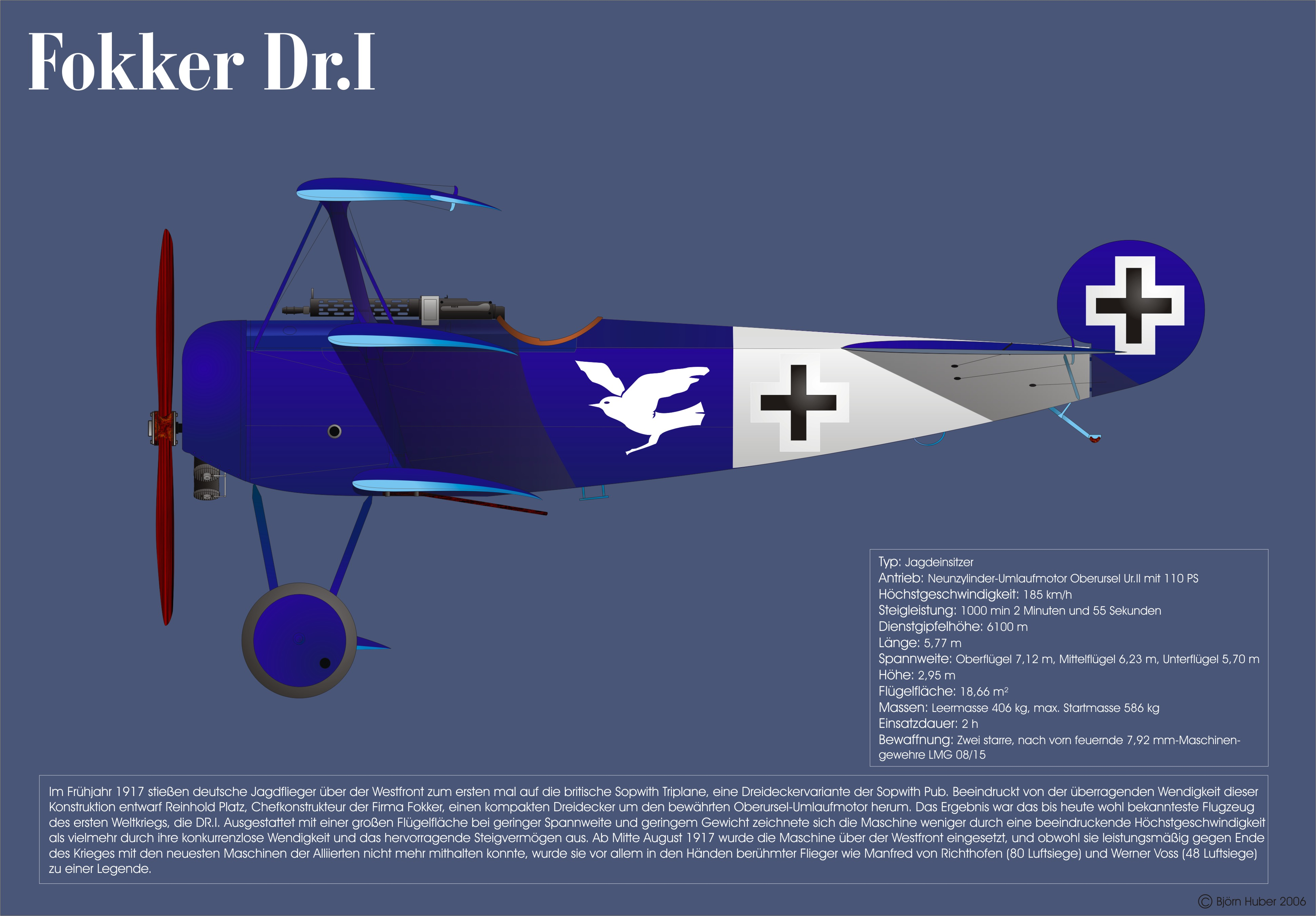

## Vergelijkbaar jachtvliegtuig
- Sopwith Camel
- Sopwith Triplane